# Maja (affluente della Uda)
La Maja (in russo Мая?) è un fiume dell'estremo oriente russo (Territorio di Chabarovsk e oblast' dell'Amur), affluente di sinistra della Uda.
Nasce dal versante orientale della catena dei monti Stanovoj, a breve distanza dal confine fra il Territorio di Chabarovsk e la oblast' dell'Amur, scorrendo inizialmente verso ovest; dopo alcune decine di chilometri il fiume compie una decisa svolta assumendo direzione mediamente orientale, che diviene sudorientale nel basso corso. Sfocia nel basso corso della Uda, qualche decina di chilometri a monte della sua foce nel mare di Ochotsk. I suoi maggiori affluenti sono Kun-Man'ë (lungo 109 km), Limnu (115 km), Kononnyj dalla sinistra idrografica, Ajumkan dalla destra.
La Maja attraversa una regione montagnosa e inospitale, quasi disabitata, e non incontra alcun centro urbano rilevante lungo tutto il suo percorso.

## Fauna
Tra le specie di fauna ittica più comune che popolano le acque della Maja troviamo: la trota della Manciuria, il taimen siberiano, il coregone e la bottatrice.